# Aneura chilena
Aneura chilena är en tvåvingeart som beskrevs av Duret 1976. Aneura chilena ingår i släktet Aneura och familjen svampmyggor. Inga underarter finns listade i Catalogue of Life.